# Lisovaný čaj

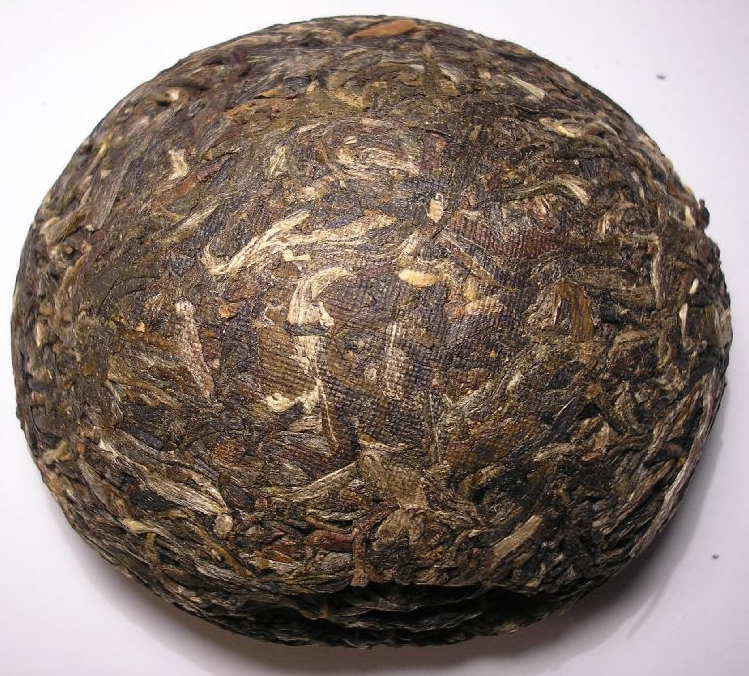
Lisovaný „tchuo“ sia-kuan tche ťi pchu-er. Na povrchu mohou být spatřeny otisky plátna, vzniklé jako vedlejší efekt při lisování.

Lisovaný čaj (v tradiční čínštině: 緊壓茶; ve zjednodušené čínštině: 紧压茶) nebo také čajové cihly (tradičně: 茶磚; zjednodušeně: 茶砖) jsou bloky celých nebo jemně mletých čajových lístků, které jsou pěchovány do forem a lisovány do různých tvarů. Tento způsob byl nejběžnějším způsobem produkce a uchovávání čaje ve staré Číně před dynastií Ming. I když v současnosti už tento způsob čajové produkce není tak obvyklý, některé čaje, jako například pchu-er, jsou stále běžně k dostání v podobě cihel, disků a mnoha dalších tvarech. Čajové cihly je možné použít pro přípravu nápoje, nebo mohly být pojídány jako zdroj potravy a také byly v minulosti používány jako platidlo.

## Výroba
Ve starověké Číně byl lisovaný čaj obvykle vyráběn z důkladně vysušených a jemně mletých čajových lístků, které byly lisovány do různých cihel a dalších tvarů. Občas byly také pro lisování používány i jen částečně sušené listy nebo i celé listy. Do některých lisovaných čajů se jako pojivo přidávala mouka, krev nebo mrva, aby se čaj lépe udržel svůj tvar a byl odolnější proti poškození, když se využíval jako platidlo. Čerstvě vylisovaný čaj se nechával tvrdnout, vysušit a vyzrát, než byl prodán nebo směněn. Lisovaný čaj byl jako oblíbené výměnné platidlo používán až do 19. století v Asii, neboť byl kompaktnější než volně sypaný listový čaj a také byl méně náchylný k poškození během přepravy karavanami po starověkých čajových stezkách.
V současnosti se stále vyrábí lisované čaje pro přípravu nápojů, jako jsou čaje pchu-er, ale také jako suvenýry nebo kuriozity. Proto se dnes většina lisovaných čajů vyrábí z celých lístků. Lisovaný čaj má svoje tradiční tvary, z nichž se i dnes většina stále ještě vyrábí. Hřibovitá hrudka 100 g (standardní velikost) se zjednodušeně nazývá tchuo-čcha (沱茶), což se překládá různými způsoby, někdy jako „ptačí hnízdo“ nebo jako „čajová miska“. Malý klobouček čaje s jamkou, který stačí právě na přípravu jednoho šálku se nazývá siao tchuo-čcha (小沱茶; kde první slovo znamená „malý“), váží obvykle 3–5 g. Větší kus kolem 375 g ve tvaru disku s jamkou se nazývá ping-čcha (饼茶, doslova „čajová sušenka“ nebo „čajový koláček“). A ještě větší plochý hranatý blok čaje se nazývá fang-čcha (方茶, doslova „hranatý čaj“).
Pro výrobu lisovaného čaje (lhostejno, zda z práškového čaje nebo celých listů) se čaj nejprve napařuje, pak se umístí do lisu a lisuje do pevného tvaru. Formy použité v lisech mohou v čaji zanechat specifický otisk, někdy dokonce v uměleckém stylu, někdy jen jednoduché vzory plátna, do kterého byl napěchován. Vylisovaný čaj se pak ponechává na suchém místě, dokud se jeho vlhkost nesníží na požadovanou úroveň.

## Použití lisovaného čaje

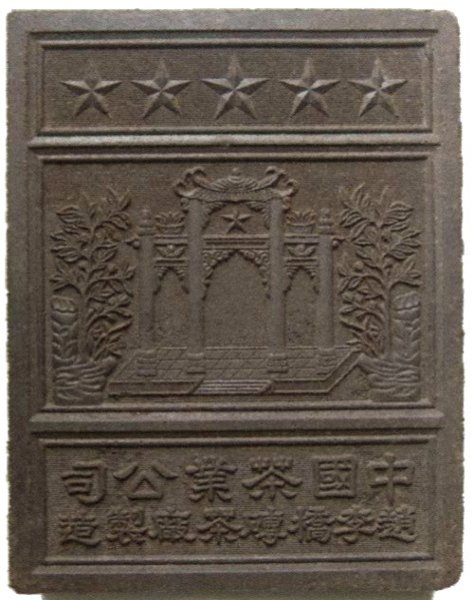
Cihla z Chu-nanu mi čuan čcha (米磚茶), vyrobená z práškového černého čaje

Pro svou pevnost a houževnatost se lisovaný čaj tradičně před použitím drtil na jemný prášek. Odkaz tohoto způsobu je dodnes patrný u soudobých japonských práškových čajů, podobně jako lidé Hakka pijí drcené čajové lístky v nápoji zvaném lej čcha (擂茶).

### Nápoje
Ve starověké Číně se nápoj z lisovaného čaje připravoval ve třech krocích:
1. Opékání: Kus čaje se odlomil z cihly a byl obvykle nejprve opékán nad ohněm. To se pravděpodobně dělalo kvůli dezinfekci čaje a zničení plísní nebo hmyzu. K znečištění čaje obvykle docházelo při skladování v otevřených skladištích nebo v zakrytých nádobách ve sklepích. Opékání také dalo čaji typickou příjemnou vůni.
2. Drcení: Opečený kus cihly se drtil na jemný prášek.
3. Šlehání: Rozdrcený čaj se smíchal s horkou vodou a před podáváním se napěnil metličkou. Barva a vzhled práškového čaje se posuzovaly a vychutnávaly během nasakování směsi vodou.

V současné době se z cihly pchu-eru odlamují kousky a louhují přímo v šálku. Příprava lisovaného čaje opékáním, drcením a šleháním dnes už není běžná.

### Jídlo
Lisovaný čaj se dodnes používá jako druh potravy v části Střední Asie a v Tibetu. V Tibetu se úlomky čaje oškrábané z cihly vaří přes noc ve vodě, někdy osolené. Výsledný koncentrovaný čajový odvar se poté míchá s jačím máslem a praženými kroupami z ječmene. Směs se promíchá a podává se v podobě řídké kaše. Pokud se přidá více čaje, nazývá se čajové máslo neboli pcho čcha.
Stejná směs s menším podílem čaje se nazývá campa. Jednotlivé kousky směsi se hnětou do malých misek, vytvarují do kuliček a jedí. V některých městech japonské prefektury Fukui připravují jídlo podobné campě, kdy se koncentrovaný čaj míchá s obilnou moukou. V tomto případě čaj může ale nemusí být lisovaný.
V některých částech Mongolska a Střední Asie se směs práškového lisovaného čaje, obilná mouka a horká voda přímo konzumují. Pojídání čaje se doporučuje jako zdroj vlákniny, které se může nedostávat během některých diet.

## Lisovaný čaj jako platidlo
Kvůli vysoké ceně čaje v mnoha částech Asie se lisovaný čaj používal jako platidlo v Číně, Tibetu, Mongolsku a Střední Asii. Tento způsob je velmi podobný používání kusů soli jako platidla v částech Afriky. Lisovaný čaj byl pro mongolské nomády a na Sibiři platidlem preferovaným před kovovými mincemi. Čajem bylo možné nejen platit nebo ho jíst při nedostatku potravy, ale také se vařil pro své údajné blahodárné léčebné účinky proti kašli a prochladnutí. Až do druhé světové války se lisovaný čaj stále používal na Sibiři jako jedlé platidlo.

## Zdravotní účinky
Lisovaný čaj často obsahuje vysoké hodnoty sloučenin fluoru, protože je běžně připravován ze starých čajových lístků a větviček, ve kterých se fluor kumuluje. To vedlo v oblastech s vysokou spotřebou lisovaného čaje, jako je Tibet, k výskytu fluorózy (formy fluoridové otravy, která napadá kosti a zuby).